# خانه حاج حمزه امانی
خانه حاج حمزه امانی مربوط به دوره قاجار است و در شهرستان نور، بخش بلده، دهستان شیخ فضل‌الله نوری، روستای بطاهرکلا، خانه قدیمی حمزه امانی واقع شده و این اثر در تاریخ ۱۸ آذر ۱۳۸۷ با شمارهٔ ثبت ۲۳۹۰۵ به‌عنوان یکی از آثار ملی ایران به ثبت رسیده است.